# Lynn Cartwright
Pour les articles homonymes, voir Cartwright.
Lynn Cartwright est une actrice américaine, née le 27 février 1927 à McAlester (Oklahoma), morte le Modèle:Date de décès de décès à Los Angeles (Californie).

## Filmographie

### Cinéma
- 1957 : Black Patch d'Allen H. Miner : Kitty
- 1958 : The Cry Baby Killer : Julie
- 1958 : Queen of Outer Space : Venusian girl
- 1960 : La Femme guêpe (The Wasp Woman) : Maureen Reardon
- 1965 : The Girls on the Beach : Waitress
- 1969 : All the Loving Couples : Natalie
- 1969 : The Ribald Tales of Robin Hood : Lady Sallyforth
- 1972 : Class of '74 : Marsha
- 1972 : Where Does It Hurt?
- 1978 : The Lucifer Complex : Nazi bitch
- 1978 : Son of Hitler : Annie
- 1978 : The Seniors (en) de Rodney Amateau : Miss Creighton
- 1984 : Lovelines (en) de Rodney Amateau : Mrs. Woodson
- 1987 : The Garbage Pail Kids Movie : Authorative Voice / Fashion Show Host
- 1990 : The Blue Men de Denise McKenna (Court-métrage) : Une femme dans l'église #2
- 1992 : Une équipe hors du commun (A League of Their Own) : Older Dottie

### Télévision
- 1955 : Rintintin (série TV) : Sal
- 1955 : I Led 3 Lives (en) (série TV) : Comrade Nita
- 1957-1959 : Highway Patrol (série TV) : Linda St. Clair / Sally Tobin / Margaret Baker
- 1958 : Alfred Hitchcock présente (série TV) : Jean Sobel
- 1959 : Peter Gunn (série TV) : Paula
- 1959 : The D.A.'s Man (série TV) : Janice
- 1959 : Bat Masterson (série TV) : Ruby Red
- 1960 : Maverick (série TV) : Ann Shepard
- 1961 : The Brothers Brannagan (série TV) : Della
- 1963 : Les Hommes volants (Ripcord) (série TV) : une reporter du journal
- 1971, 1972 et 1975 : Auto-patrouille (Adam-12) (série TV) : Jessica Caldwell / Clare Evans / Jan Cartwright
- 1972 : La Chose (Sommething Evil) (téléfilm) : une secrétaire
- 1975 : Far Out Space Nuts (série TV) : Salana
- 1980 : La Petite Maison dans la prairie (The Little House on the Prairie) (série TV) : Florence Garner Platz
- 1984 : Dynastie (Dynasty) (série TV) : détenue #1
- 1985 : Côte Ouest (Knots Landing) (série TV) : Joyce McGlohn